# Papírméret
Méret tekintetében kétféle papírt különböztetünk meg:
- az íves és
- a tekercses papírokat.

Tekercses papíroknál csak a szélesség van szabványban meghatározva. Ez általában megegyezik az íves papírméretek hosszabbik vagy rövidebbik oldalával.
A különböző időkben és országokban számos papírméret-szabvány volt forgalomban.

## Nemzetközi ívméret szabványok

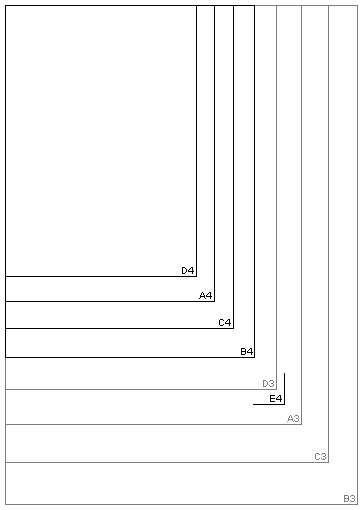
Az A és D közötti DIN-formátumok összehasonlítása

Ma a nemzetközi szabvány szerinti papírméreteket használják minden országban, kivéve az Egyesült Államokat, Kanadát és némely más amerikai országot.
Az A sorozat alapméretét, az A0-t úgy alakították ki, hogy a területe pontosan 1 négyzetméteres és az oldalaránya 1:√2 legyen. Az A0 félbehajtásával kapjuk az A1-es méretet (oldalaránya szintén 1:√2), ennek a felezésével az A2-t, és így tovább. A sorozat 4. tagja az irodákban használt A4-es ív.
A B sorozat alapja hasonló az A sorozathoz, az oldalak aránya ugyancsak 1:√2, de az adott B méretű papír területe az egymást követő A sorozatú papírok területének geometriai átlaga (pl. a B1 papír területe az A0 és A1 méretű papírok területének geometriai átlaga. Ebből adódik, hogy a B0-s papír rövidebbik oldala így 1 méter, a hosszabbik pedig √2 méter, azaz 141,42 cm. Az A sorozathoz hasonlóan itt is félbehajtással kapjuk a B1, B2, stb. méreteket.
- A sorozat: Az A0-s papírív mérete 841×1189 mm. Területe 1 m². A közhasználatban elterjedt A4-es méretet az A0-s méret négyszeri felezésével kapjuk.
- B sorozat: A kiindulási méret (B0) 1000×1414 mm. A hosszabbik oldalt általában lekerekítik 1400 mm-re. Régebben ezt BB-ként jelölték. Ma már a köznapi szóhasználatban a kerekített méretet hívjuk „B”-nek.
- C sorozat: A ritkábban használt „C” méretsorozat nagyjából középarányosa az előbbi kettőnek, kiindulási mérete 917×1297 mm. Általában borítékok méretezésére használják.

A B1 mérete az A0 és az A1 között van nagyjából félúton. A C sorozat, melyet az ISO 269 definiál, az azonos számú A és B között van félúton. A C0 ezáltal valamivel nagyobb, mint az A0, a B0 mérete pedig a C0 méretét is meghaladja valamivel. Ez borítékolás szempontjából is előnyös. Például egy levél, melyet A4-es lapra írtak, belefér egy C4-es borítékba, amely viszont egy B4-esbe illeszthető. 
Ezt a nemzetközi szabványt ISO 216-nak hívják. Az ISO-féle papírméretek mind közös oldalarányon alapulnak: {\displaystyle 1:{\sqrt {2}}}, vagyis kb. az 1 : 1,4142 arányon. Ennek az aránynak az előnye az, hogy az eredeti ívet akárhányszor is hajtják félbe, az megőrzi oldalainak eredeti arányát. Ez az arány az átméretezést is lehetővé teszi anélkül, hogy a lap tördelése, kinézete változna. Az A4-es lap például A3-asra nagyítható, mialatt az eredeti anyag arányait pontosan megőrzi. Azokban az országokban, ahol az ISO 216-ot használják, az irodai másológépek egyik fiókját gyakran A4-es, a másikat A3-as papírral töltik meg, s egy A4-es oldalt többnyire egyszerűen (például egyetlen gomb megnyomásával) fel lehet nagyítani A3-asra, vagy egy A3-ast lekicsinyíteni.
A papírok oldalarányának meghatározására megfelelőbb a milliméterben való mérés, mint a könyvméreteknél szokásos, kevésbé pontos centiméter. Van azonban egy olyan tűréshatár, hogy a 150 mm-nél rövidebb papírhossz esetén ±1,5 mm elfogadható, alkalmazható rá a méretmegjelölés. A 150 és 600 mm közti hosszúságnál ±2 mm-t engednek, a 600 mm-nél hosszabbaknál pedig ±3 mm-t fogadnak el.
| Méret | A          | A             | A                  | B           | B             | B                  | C          | C           | C                  |
| Méret | mm         | inch          | pixel (72 dpi-nél) | mm          | inch          | pixel (72 dpi-nél) | mm         | inch        | pixel (72 dpi-nél) |
| ----- | ---------- | ------------- | ------------------ | ----------- | ------------- | ------------------ | ---------- | ----------- | ------------------ |
| 0     | 841 x 1189 | 33 x 46.81    | 2384 x 3370        | 1000 x 1414 | 33.37 x 55.67 | 2836 x 4008        | 917 × 1297 | 36.1 × 51.1 | 3466 x 4902        |
| 1     | 594 x 841  | 23.39 x 33    | 1684 x 2384        | 707 x 1000  | 27.84 x 39.37 | 2004 x 2835        | 648 × 917  | 25.5 × 36.1 | 2449 x3466         |
| 2     | 420 x 594  | 16.54 x 23.36 | 1191 x 1684        | 500 x 707   | 19.69 x 27.84 | 1417 x 2004        | 458 × 648  | 18.0 × 25.5 | 1731 x 2449        |
| 3     | 297 x 420  | 11.69 x 16.54 | 842 x 1191         | 353 x 500   | 13.9 x 19.69  | 1001 x 1417        | 324 × 458  | 12.8 × 18.0 | 1225 x 1731        |
| 4     | 210 x 297  | 8.27 x 11.69  | 595 x 842          | 250 x 352   | 9.84 x 13.9   | 709 x 1001         | 229 × 324  | 9.0 × 12.8  | 866 x 1225         |
| 5     | 148 x 210  | 5.83 x 8.27   | 420 x 595          | 176 x 250   | 6.93 x 9.84   | 499 x 709          | 162 × 229  | 6.4 × 9.0   | 612 x 866          |
| 6     | 105 x 148  | 4.13 x 5.83   | 298 x 420          | 125 x 176   | 4.92 x 6.93   | 354 x 499          | 114 × 162  | 4.5 × 6.4   | 431 x 612          |
| 7     | 74 x 105   | 2.91 x 4.13   | 210 x 298          | 88 x 125    | 3.47 x 4.92   | 249 x 354          | 81 × 114   | 3.2 × 4.5   | 306 x 431          |
| 8     | 52 x 74    | 2.05 x 2.91   | 147 x 210          | 62 x 88     | 2.44 x 3.47   | 176 x 249          | 57 × 81    | 2.2 × 3.2   | 215 x 306          |
| 9     | 37 x 52    | 1.46 x 2.05   | 105 x 147          | 44 x 62     | 1.73 x 2.44   | 125 x 176          | 40 × 57    | 1.6 × 2.2   | 151 x 215          |
| 10    | 26 x 37    | 1.02 x 1.46   | 74 x 105           | 31 x 44     | 1.22 x 1.73   | 88 x 125           | 28 × 40    | 1.1 × 1.6   | 106 x 151          |
|       |            |               |                    |             |               |                    |            |             |                    |

### Előnyei
A szabványos papírméretek bevezetése a nyomdászat számára is nagy fontossággal bír.
- A könnyebb érthetőség miatt leegyszerűsíti a kommunikációt a különböző technológiai területeken keresztül a papírgyártástól a kész termékig, beleértve a szállítmányozást is.
- Elősegíti a gazdaságosabb termelést, helyes alkalmazásuk csökkenti a felesleges eselék keletkezését
- A különböző nyomdaipari gépek gyártásánál is elsősorban ezeket a méreteket veszik figyelembe.

A nyomdaiparban az elmúlt években megjelentek más méretek is. Egyrészt a nyomdagépek általában nem tudnak a papírív teljes felületére nyomtatni, másrészt a továbbfeldolgozáshoz használt jelöléseket is rá kell nyomni a papírra. Ezért többnyire eggyel nagyobb méretű ívre nyomnak, mint a kellő méret. Ezért például az „A” méretű termékekhez többségében a 640×900 mm-es méretet használják. Ez nagyjából megegyezik a C1 mérettel, de annál mindkét irányban közel 20 mm-rel kisebb, ezáltal gazdaságosabb.

### Története
Bevezetése a XVIII. században élt Georg Lichtenberg nevéhez köthető. Németországban az 1920-as években foglalták törvénybe, hazánkban a papírméretek szabványosítása 1936-ban kezdődött. A Magyarországon használatos méretek is a német DIN, illetve a nemzetközi ISO szabvány elvét követik.
Jelölése egy nyomtatott nagybetűből (fő méretsorozat jele) és egy számból (az alapméret felezéseinek a száma) áll. 

### Egyedi méretezések
Az ISO nem állapít meg 0-snál (a kiinduló méretnél) nagyobb méretet, a német DIN 476 szabványban azonban faktorszámot tesznek a nevek elé. A 2A0-ként megjelölt papír például az A0-s kétszerese, míg a 4A0 az A0-s méret négyszerese lesz.
Létezik az A4-es méretnek egy speciális mérete, az LA4. Ezt nagyjából az A4 hosszabbik oldalának harmadolásával kapjuk, mérete 100×210 mm. A hivatalos levelek (például számlalevelek, havi számlaegyenlegek) is zömében ilyen méretűek. Az ehhez tartozó borítékméret szintén LA4-ként van jelölve, de mérete 110×220 mm, és gépi borítékolásra ezt a borítékot használják legtöbbször, mert a levél összehajtásához mindössze két párhuzamos hajtásra van szükség. Ugyanakkor a legelterjedtebb borítékméret a C6/5, amelynek szélessége a C6-os, hosszúsága a C5-ös mérettel egyezik.
Bár a világ legtöbb részén az A4 szabványméret, az ilyen méretű papír nem fér be az USA-beli háromkapcsos iratgyűjtőbe (bár a kapcsos iratgyűjtőknél olyan szabvány is létezik, ami összhangban van a nemzetközi papírmérettel). A ritkább E5-ös papír azonban közel egy milliméterrel hosszabb az Amerikában szabványos levélméretnél, noha kb. 1,6 cm-rel keskenyebb. Az A4-es lapról E5-ösre készült fénymásolatokat egyszerűen 95%-osra kicsinyítik, míg E5-ösről A4-esre másolásnál 105%-ra nagyítják. Mivel a nemzetközi cégeknél az A4-et használják, honlapjukat (akár az ISO honlapját is) az ilyen méretű, tehát hosszabb papírokra való nyomtatáshoz tervezik.

## Papírvastagság és -sűrűség

### Négyzetmétertömeg
Szerte a világban, ahol a metrikus rendszer van érvényben, a papír tömegét gramm per négyzetméterben fejezik ki (g/m²). Ezt a mennyiséget magyarul négyzetmétertömegnek nevezik (angol és francia szóval grammage, ISO 536).
A szokásos irodai papír négyzetmétertömege 80 g/m², egy szokásos A4-es lap (1/16 m²) tömege tehát 5 g.
A papírokat vastagságuk és sűrűségük alapján több csoportba osztjuk: papírra, kartonra és lemezre.

## Külső hivatkozások
- Markus Kuhn: Nemzetközi papírméretszabványok (angol nyelven)
- Honlap a könyvekben használatos hagyományos papírméretekről, áttekintőtáblákkal (angol nyelven)
- IEEE-ISTO 5101.1-2002 "A nyomtató-munkacsoportnak a médiában használt nevekre vonatkozó szabványa" (angol nyelven) (pdf)
- Papírméretek (pdf nyelven). [2005. október 25-i dátummal az eredetiből archiválva]. (Hozzáférés: 2020. március 5.)
- Japán és nemzetközi papírméret (angol nyelven). [2005. október 25-i dátummal az eredetiből archiválva]. (Hozzáférés: 2018. november 19.)